# 안나 실크

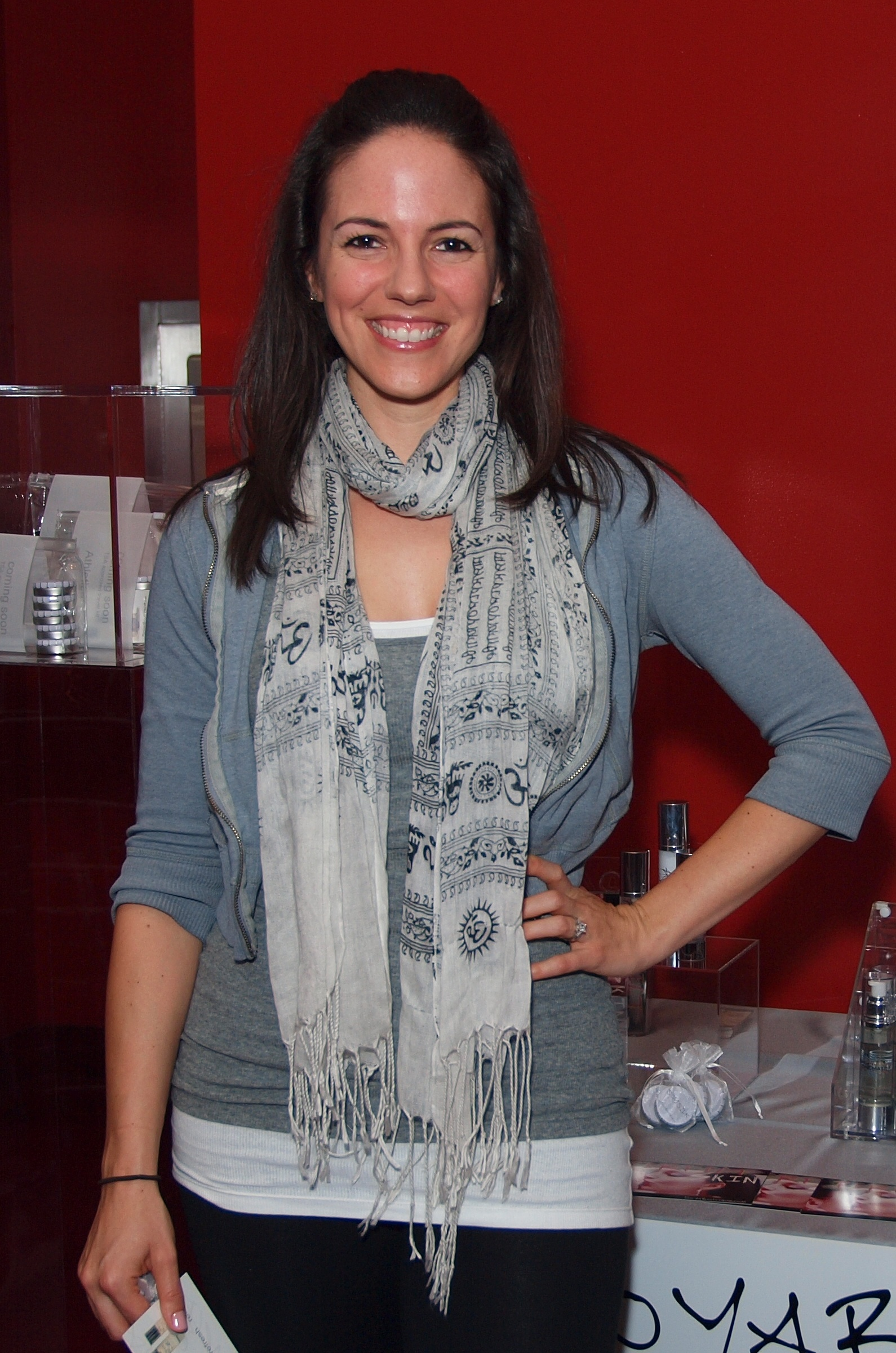

애나 실크(Anna Silk, 1974년 1월 31일 ~ )는 캐나다의 배우이다

## 출연 작품
- 로스트 걸 (2010년) - 보 존스 역
- 비잉 에리카 (2008년)
- 브랙패스트 위드 스콧 (2007년)
- 더 컴퍼니 (2007년)
- 레거시 오브 피어 (2006년)
- 2014 지구 최후의 날 (2006, Earthstorm) - 브리나 역
- 스위트 룸 (2005년)
- 어나더머스 렉스 (2004년)